# Ceriana
Ceriana (Çerianna o Seriana in ligure) è un comune italiano di 1 073 abitanti della provincia di Imperia in Liguria. Fa parte dei Borghi più belli d'Italia.

## Geografia fisica

### Territorio
Il territorio di Ceriana è ubicato nell'entroterra di Sanremo, lungo la valle del torrente Armea.
Tra le vette del territorio comunale il monte Alpicella (1238 m), la Punta Lodiro (1085 m), il Fascia d'Ubaga (1038 m), la Cima Furchè (1033 m), il monte Merlo (1014 m) e la Cima Bossera (972 m).

### Clima
Il clima è di tipo temperato submediterraneo. Il paese è abbastanza vicino alla costa (12 km) ed è riparato dai venti freddi settentrionali dal monte Ceppo. Tuttavia l'altitudine di 369 metri s.l.m., l'esposizione ad est (pertanto il paese nei mesi invernali è illuminato dal sole soltanto fino alle 12.00), e le inversioni termiche condizionano il suo microclima: le gelate invernali, così come le nevicate, sono frequenti ma generalmente deboli. In accordo con Koppen e Geiger la classificazione del clima è Csb.
La temperatura media annuale di Ceriana è di +13,4°. La media annuale di piovosità è di 808 mm. 23 mm è la precipitazione del mese di luglio, che è il mese più secco. Ottobre è il mese con maggiore piovosità, avendo una media di 105 mm. La temperatura media del mese di luglio, il mese più caldo dell'anno, è di 21,4 °C. Con una temperatura media di 6,5 °C, gennaio è il mese con la più bassa temperatura di tutto l'anno.
| CERIANA            | Mesi | Mesi | Mesi | Mesi | Mesi | Mesi | Mesi | Mesi | Mesi | Mesi | Mesi | Mesi | Stagioni | Stagioni | Stagioni | Stagioni | Anno |
| CERIANA            | Gen  | Feb  | Mar  | Apr  | Mag  | Giu  | Lug  | Ago  | Set  | Ott  | Nov  | Dic  | Inv      | Pri      | Est      | Aut      | Anno |
| ------------------ | ---- | ---- | ---- | ---- | ---- | ---- | ---- | ---- | ---- | ---- | ---- | ---- | -------- | -------- | -------- | -------- | ---- |
| T. max. media (°C) | 9,7  | 10,2 | 12,3 | 15,3 | 18,9 | 22,2 | 25,4 | 25,3 | 22,7 | 18,6 | 13,6 | 11,1 | 10,3     | 15,5     | 24,3     | 18,3     | 17,1 |
| T. min. media (°C) | 3,4  | 3,8  | 5,1  | 7,5  | 11,1 | 14,5 | 17,4 | 17,4 | 15,1 | 11,3 | 6,9  | 4,4  | 3,9      | 7,9      | 16,4     | 11,1     | 9,8  |

## Storia

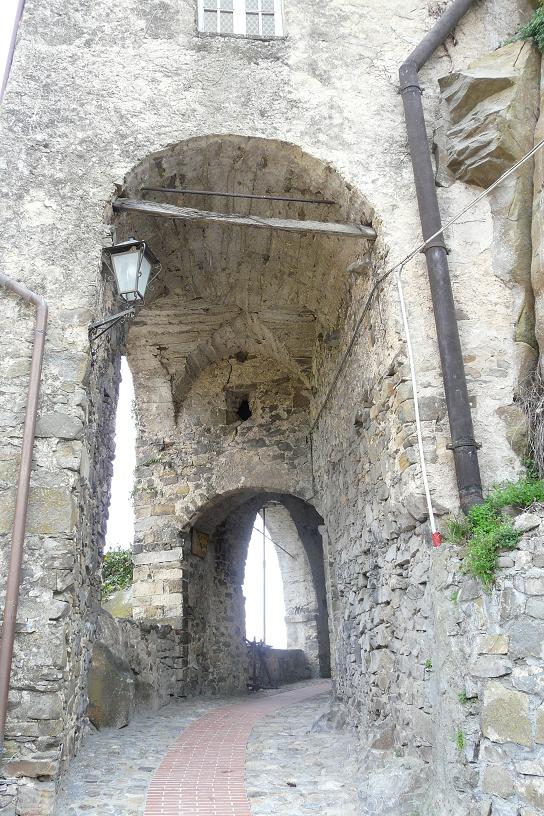
Scorcio della "Porta della Pena" dell'Oppidum romano.

Secondo le fonti locali la primitiva fondazione di Ceriana risalirebbe all'epoca dell'Impero romano, grazie alla famiglia Celii che fondarono il paese denominandolo Coeliana. Grazie alla strategica posizione nella valle e alla sua conformazione del territorio qui i Romani costruirono le prime case e insediamenti militari, tra cui la torre di avvistamento e un tempio pagano dedicato ad Apollo.
Tra il IX e il X secolo fu attaccata più volte dai pirati saraceni, ma proprio per la sua posizione strategica fu strenuamente difesa dai propri abitanti che - sicuri all'interno della cinta muraria - fecero dell'olio bollente un'arma micidiale gettandola direttamente addosso ai nemici dalle numerose botole presenti.
Le prime notizie ufficiali e documentate sulla vita del borgo risalgono attorno all'anno 1000, grazie agli atti storici conservati nell'archivio comunale di Sanremo. Sempre dalle testimonianze storiche si apprende che l'intera valle del torrente Armea, e quindi Ceriana, fu posta sotto il controllo dei conti di Ventimiglia compresa Bussana.
Verso il 1038 la giurisdizione passò sotto il controllo di Corrado - vescovo di Genova - che nel borgo cerianese vi istituì una contea rurale, divenendone tra l'altro signore feudale. Proprio grazie al controllo dello stesso Corrado, il paese rimase legato storicamente per qualche secolo alle vicende dell'arcidiocesi di Genova, fino al 1297 quando il territorio fu venduto a Oberto Doria e a Giorgio De Mari, ricchi e potenti signori genovesi.
Nel 1359 fu definitivamente ceduta alla Repubblica di Genova, tramite la nuora di Oberto Doria, stipulando due anni dopo (1361) gli accordi tra il doge della repubblica genovese Simon Boccanegra e i territori acquisiti nel ponente ligure.
La nuova gestione repubblicana genovese creò, però, malcontenti e malumori a causa delle forti e pesanti tasse imposte agli abitanti e maggiori proteste, a cui si aggiunsero ben presto sommosse popolari, si sommarono per le troppe decime versate al vescovo della diocesi di Albenga. La situazione, non più sopportabile secondo gli abitanti, causò la separazione di Ceriana da Sanremo - comune da cui dipendeva amministrativamente - e il mancato versamento delle decime verso Albenga, sostituite verso ministri locali. Nel 1538 adottò propri statuti locali, anche se fonti locali farebbero risalire la primaria stesura dello statuto già alla fine del Quattrocento, e quasi sicuramente fu anch'essa colpita dalla peste che imperversava in tutta la regione.

Il Dipartimento delle Alpi Marittime nel 1805, con Ceriana nel cantone di Taggia.

Nel 1625 fu posta sotto il controllo della casata familiare dei Savoia, fino a quando tutti i territori della Riviera di Ponente ritornarono sotto il dominio della Repubblica di Genova. Il ritorno verso la repubblica scatenò nuovamente proteste da parte degli abitanti di Ceriana a causa delle nuove tasse imposte da Genova. La situazione di malcontento anziché placarsi negli anni a seguire, alimentò sempre più la protesta che nel 1729 arrivò ad una vera rivolta popolare contro il governo repubblicano genovese.
Tra il 1794 e il 1797 tutta la Liguria occidentale fu occupata dalle truppe rivoluzionarie francesi e come tutti i paesi liguri, anche Ceriana dovette ospitare e sfamare i soldati napoleonici. Caduta la Repubblica di Genova nel 1797, e annessa alla Repubblica Ligure, la costituita municipalità di Ceriana fu assoggettata alla giurisdizione delle Palme; nel 1803 andò a costituire il cantone di Taggia nella Giurisdizione degli Ulivi. Annesso al Primo Impero francese, dal 13 giugno 1805 al 1814 il territorio venne inserito nel Dipartimento delle Alpi Marittime sotto il cantone di Taggia.
Il congresso di Vienna del 1814 decretò il passaggio del territorio ligure nel Regno di Sardegna: Ceriana fu promossa a mandamento della provincia di Sanremo. Con il Regno d'Italia dal 1861 la municipalità di Ceriana fu sottoposta nel II mandamento omonimo del circondario di Sanremo della provincia di Nizza (poi provincia di Porto Maurizio dopo la cessione alla Francia del territorio nizzardo).
Dal 1973 al 30 aprile 2011 ha fatto parte della Comunità montana Argentina Armea, quest'ultima soppressa con la Legge Regionale nº 23 del 29 dicembre 2010 e in vigore dal 1º maggio 2011.

### Simboli
Stemma
Gonfalone

Lo stemma storico è stato riconosciuto con decreto del Presidente del Consiglio dei ministri del 24 settembre 1955; il gonfalone è stato concesso con decreto del presidente della Repubblica del 2 aprile 1955.

## Monumenti e luoghi d'interesse

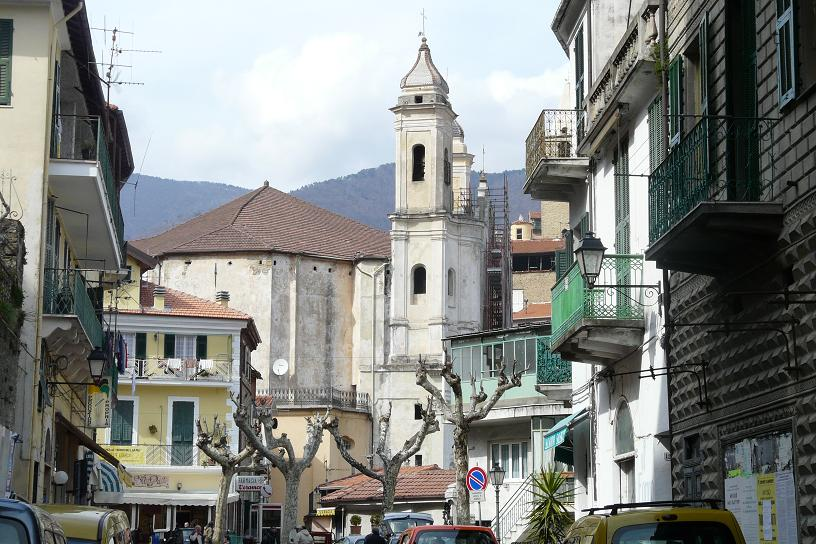
La chiesa parrocchiale dei Santi Pietro e Paolo

### Architetture religiose
- Chiesa parrocchiale dei Santi Pietro e Paolo. La costruzione iniziò nel 1768 per poi concludersi quasi due decenni dopo. Oltre ai numerosi quadri e dipinti della vecchia parrocchiale conserva un polittico del 1526 - di mano sconosciuta - raffigurante San Pietro in cattedra, considerata l'opera pittorica di maggior valore del territorio comunale.
- Chiesa vecchia dei Santi Pietro e Paolo, in stile romanico dell'XI e XII secolo, ma riedificata nel 1513.
- Santuario della Madonna della Villa, sulla strada del passo Ghimbegna, lungo la quale si trovano le edicole raffiguranti i misteri della Via Crucis.
- Chiesa di Sant'Andrea apostolo, sede della Compagnia della Misericordia dei Neri. Risalente al IV secolo fu eretta sopra le rovine di un tempio pagano, dedicato molto probabilmente ad Apollo, di cui restano le colonne in arenaria che dividono le navate. Al suo interno custodisce una tavola del Quattrocento raffigurante l'apostolo e un organo del XVIII secolo.
- Oratorio della Visitazione, della seconda metà del XV secolo, sede della Confraternita degli Azzurri.
- Oratorio di Santa Marta, risalente agli inizi del Quattrocento, sede della Confraternita dei Verdi.
- Oratorio di Santa Caterina di Alessandria, eretto nel XIV secolo e successivamente ingrandito, sede della Confraternita dei Rossi.

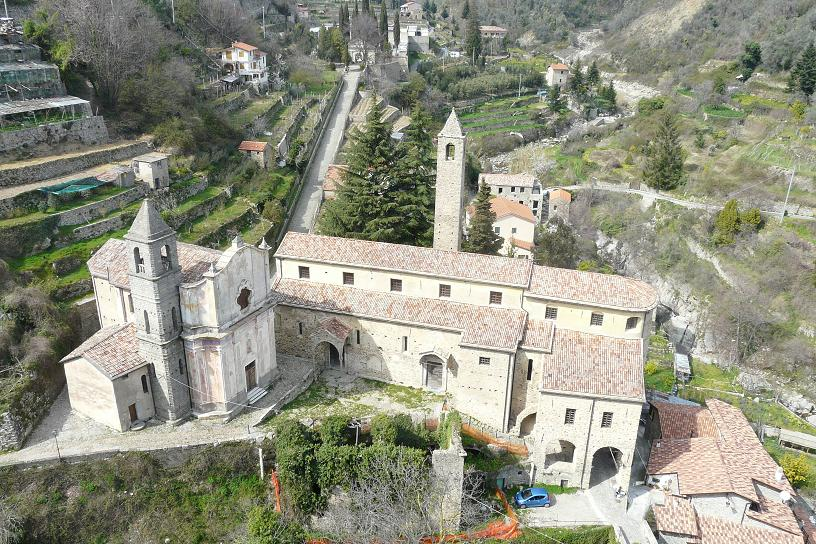
I complessi religiosi della chiesa vecchia dei Santi Pietro e Paolo, a destra, e l'oratorio di Santa Caterina di Alessandria a sinistra.

- Chiesetta di San Giovanni Battista, eretta nei prati sopra il paese e raggiungibile con la mulattiera dalla piazza principale in 45 minuti passando anche per la chiesetta di San Salvatore.
- Chiesetta di Sant'Antonio da Padova, eretta attorno al 1630, nella parte bassa del paese.
- Cappella di San Sebastiano, risalente al XVI secolo, con affreschi antichi che sono stati oggetto di restauro in tempi recenti.
- Chiesetta di San Salvatore. Eretta in stile romanico, è uno degli edifici più antichi del paese e pare, secondo le fonti storiche locali, che sorga in una zona originariamente dedicata al culto pagano del dio Sole. Secondo un'iscrizione del 1111 fu edificata da Bartolomeo Mare.

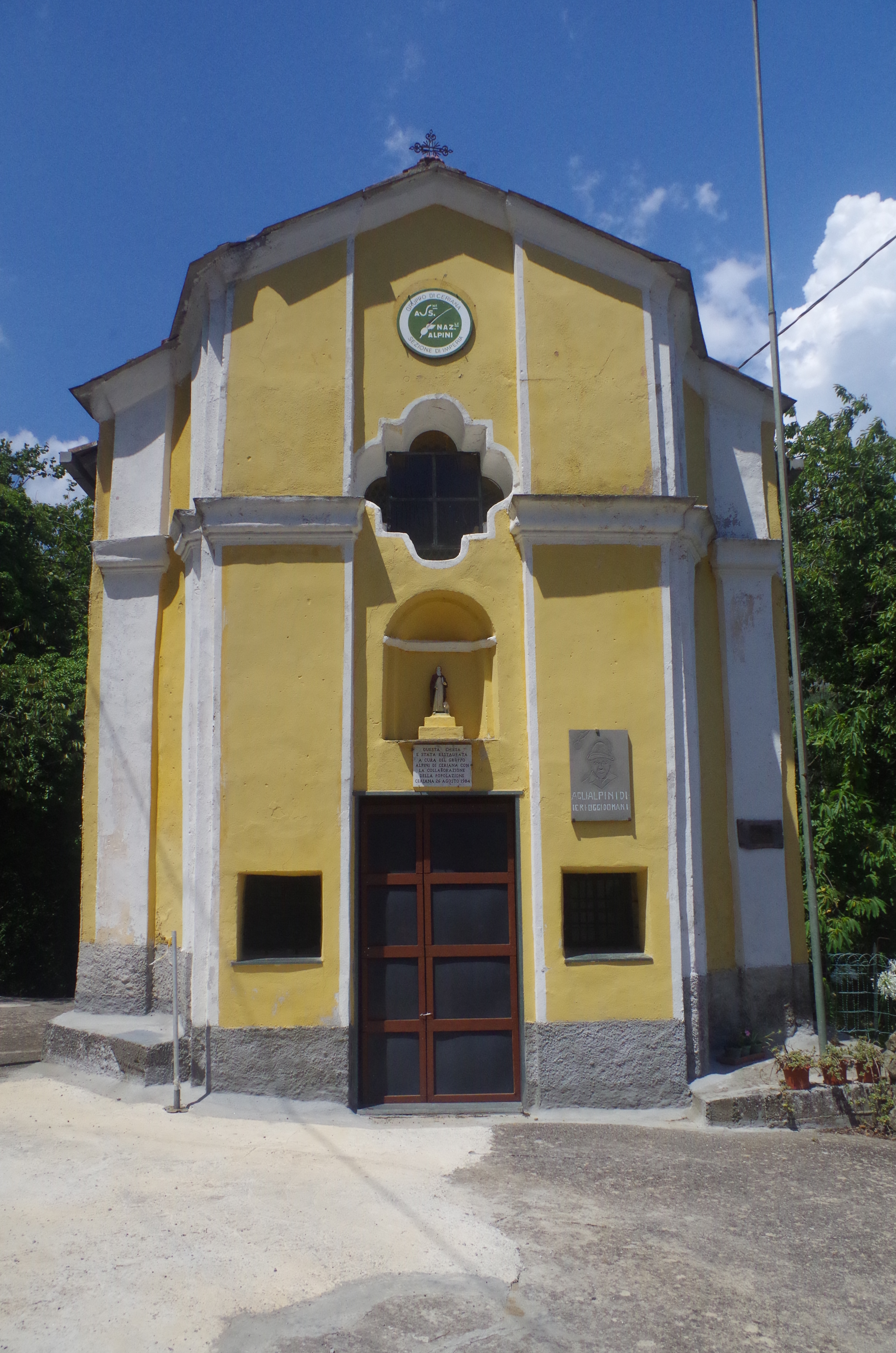
Chiesetta di San Bernardo di Ceriana

- Cappella della Madonna di Laghet, situata nel bosco di fronte al paese.
- Cappella di San Giacomo, già dei Santi Giacomo e Filippo.
- Chiesetta di Santa Rosa, eretta in tempi recenti per celebrare il completamento di una strada interpoderale in stile neogotico, svettante sul territorio rurale circostante.
- Chiesetta di San Domenico, risalente alla prima metà del XVII secolo.
- Chiesetta di San Bernardo, restaurata nel 1994 grazie alla comunità degli Alpini di Ceriana.Chiesetta di San Bernardo di Ceriana
- Cappella della Madonna di Loreto, lungo la strada per Sanremo, con il caratteristico svettante campanile.
- Chiesetta di Santa Filomena, edificata a partire dal 1836 lungo la provinciale per Sanremo.

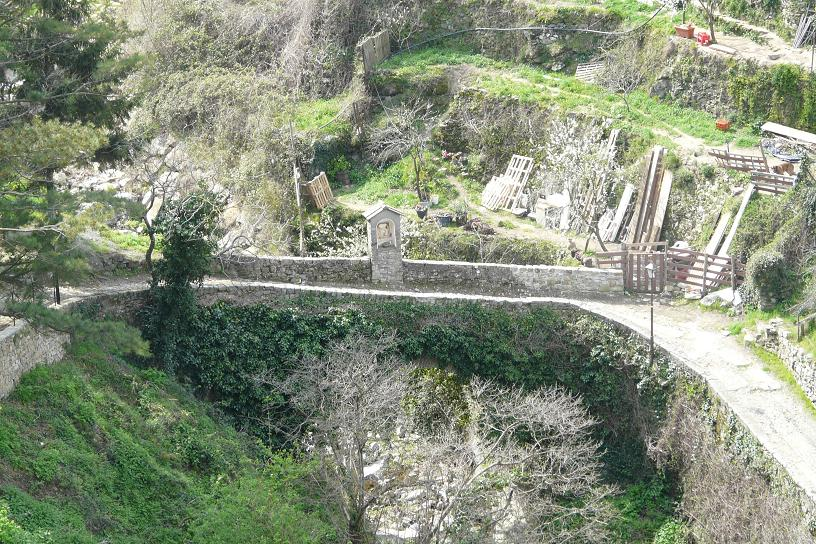
Antico ponte in pietra

- Cappella di Santa Rita. Venne eretta nel 1946 da tre giovani di Ceriana che, rapiti durante la seconda guerra mondiale, trovarono nella cella un'immagine di santa Rita e pregarono per la santa affinché li salvasse. Dopo pochi giorni la guerra terminò e i tre decisero di costruire questa cappella in segno di ringraziamento alla santa.
- Chiesetta di Santa Lucia, risalente al XVI secolo e situata lungo l'antica strada di Taggia.Chiesetta di Santa Lucia di Ceriana

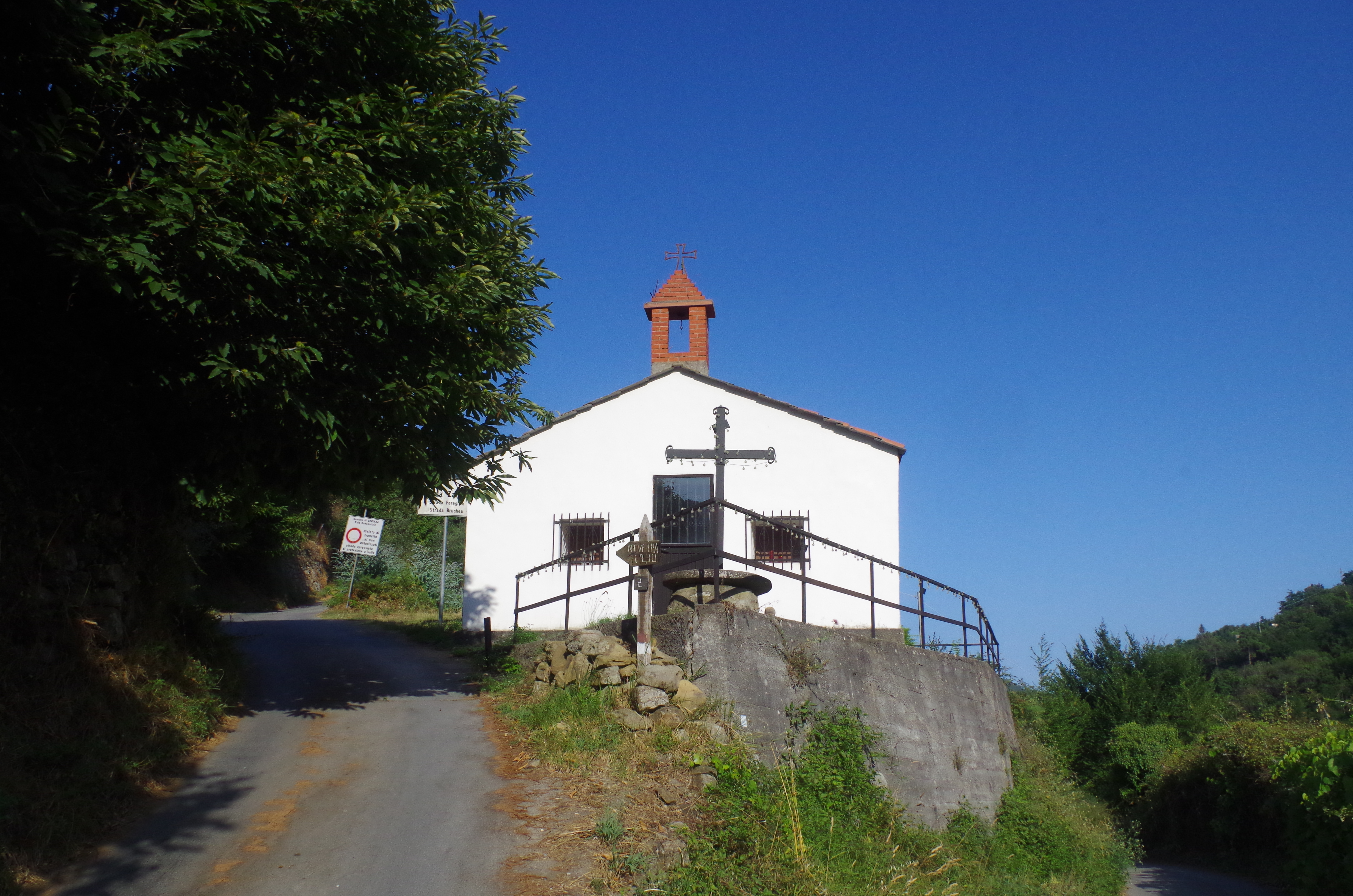
Chiesetta di Santa Lucia di Ceriana

- Ruderi della chiesetta di Sant'Anna, sulla collina di Zangala, lungo l'antico percorso per le Neviere di Taggia.
- Ruderi della chiesetta di San Bartolomeo, situata nel bosco sopra la località Nava e che ormai anche i più anziani ricordano in rovina con un albero di castagno cresciuto al suo interno.
- Numerose edicole votive sparse lungo i sentieri e le antiche mulattiere della valle Armea. La più rimarcabile è detta Misteriu di Casarin ed è visibile da Ceriana come un puntino bianco che salta all'occhio tra la macchia mediterranea in alto di fronte al paese.

### Architetture civili
- Palazzo dei conti Roverizio di Roccasterone.
- Torre civica di Sant'Andrea.

## Società

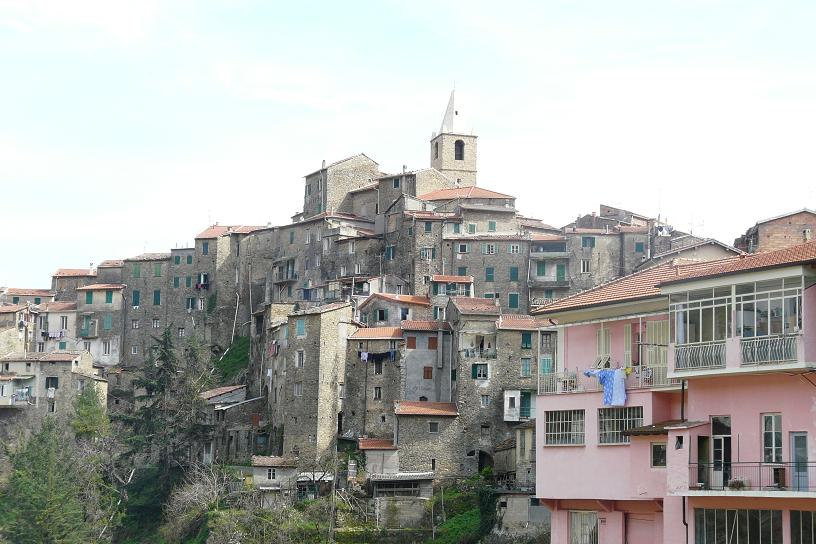
Scorcio del borgo cerianese

### Evoluzione demografica
Abitanti censiti

### Etnie e minoranze straniere
Secondo i dati Istat al 31 dicembre 2019, i cittadini stranieri residenti a Ceriana sono 202, così suddivisi per nazionalità, elencando per le presenze più significative:
1. Romania, 51
2. Albania, 30
3. Regno Unito, 20

## Cultura

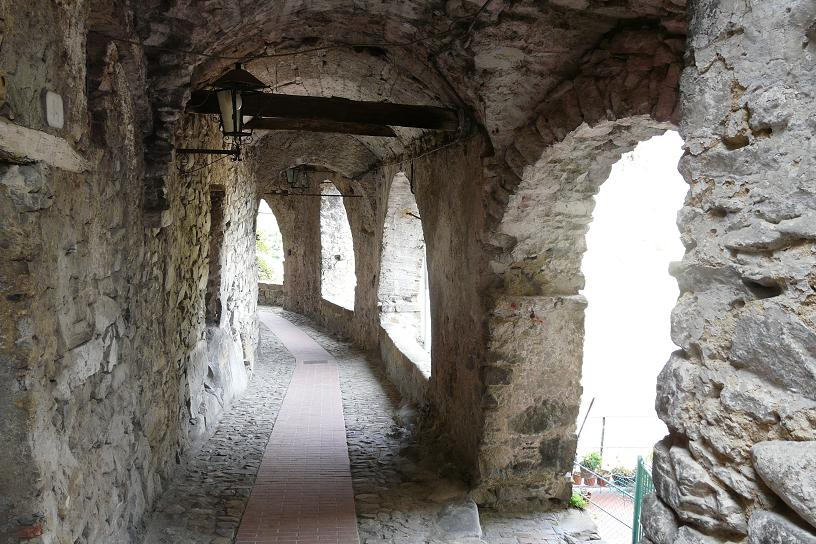
Scorcio di un porticato del centro storico cerianese

### Musica
- Banda musicale di Ceriana, la cui prima fondazione è risalente alla seconda metà dell'Ottocento; l'attuale corpo bandistico è stato istituito nel 1952.

### Eventi
- Riti della Settimana Santa. La domenica delle palme segna l'inizio dei tradizionali riti della settimana santa. Protagonisti della settimana santa sono i riti e le tradizioni millenarie del paese: nel pomeriggio del giovedì santo in paese comincia a risuonare il cupo suono dei corni, lavorati a mano e intagliati nella corteccia di castagno. La sera si tiene la tradizionale cena del Signore, e le confraternite cantano i Miserere, gli Stabat Mater e le Laudi penitenziali davanti all'altare della reposizione. Durante il venerdì santo le confraternite, vestite con l'abito tradizionale, marciano in processione lungo le vie del paese, eseguendo gli antichi canti penitenziali. I cori di Ceriana eseguono anch'essi il loro repertorio religioso durante la veglia e la messa solenne di Pasqua. Tutto il paese si unisce ai canti e, al di fuori dei momenti solenni, si preparano in piazza piatti tipici come i frisciöi, antico nutrimento della settimana di passione.
- Sagra della "Sousissa Serianasca". Solitamente nel mese di agosto, la sagra è giunta nel 2013 alla 24ª edizione. Le quattro confraternite del paese preparano la salsiccia di Ceriana con condimenti vari.
- Festività della Madonna della Villa: nella settimana precedente alla festa della Madonna della Villa (9 settembre: processione "aux flambeaux", messa sul sagrato del santuario) viene organizzato a Ceriana il "Festival Internazionale delle Musiche della Terra", in cui i cori del paese si esibiscono nei loro canti e vengono invitate altre compagini anche estere.

## Geografia antropica

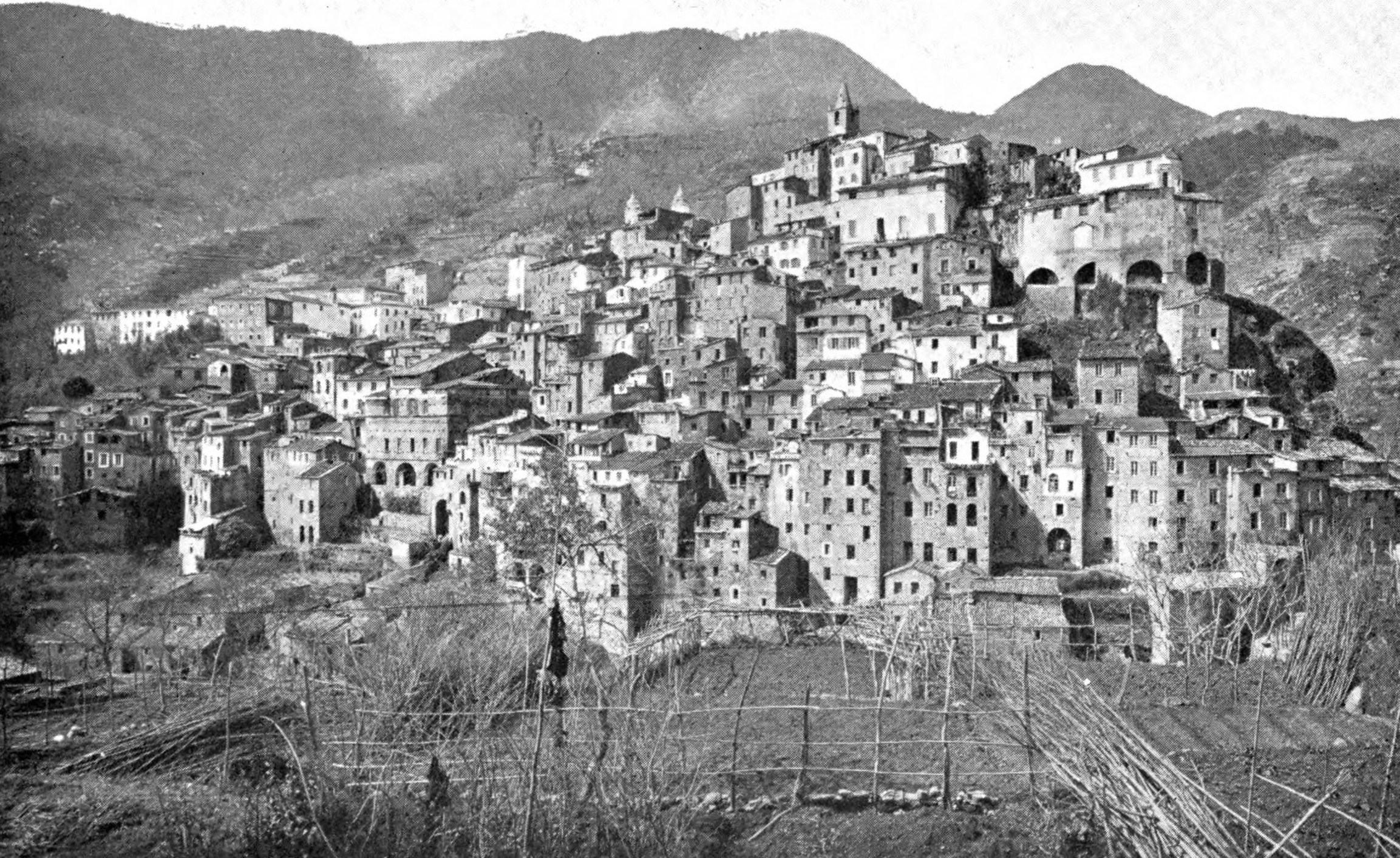
Panorama di inizio Novecento di Ceriana

Il territorio comunale è costituito solamente dal capoluogo per una superficie territoriale di 31,79 km2.
Confina a nord con i comuni di Bajardo e Badalucco, a sud con Sanremo, ad ovest con Bajardo e ad est con Taggia.

## Economia
Una delle principali risorse economiche del paese, oltre l'agricoltura e il turismo, è la coltivazione e produzione dei fiori recisi. L'attività iniziò attorno agli anni trenta del XX secolo per poi svilupparsi maggiormente negli anni settanta. Fiorente anche la produzione di olio extravergine di oliva, che in passato costituiva la principale risorsa economica del comune ligure.

## Infrastrutture e trasporti

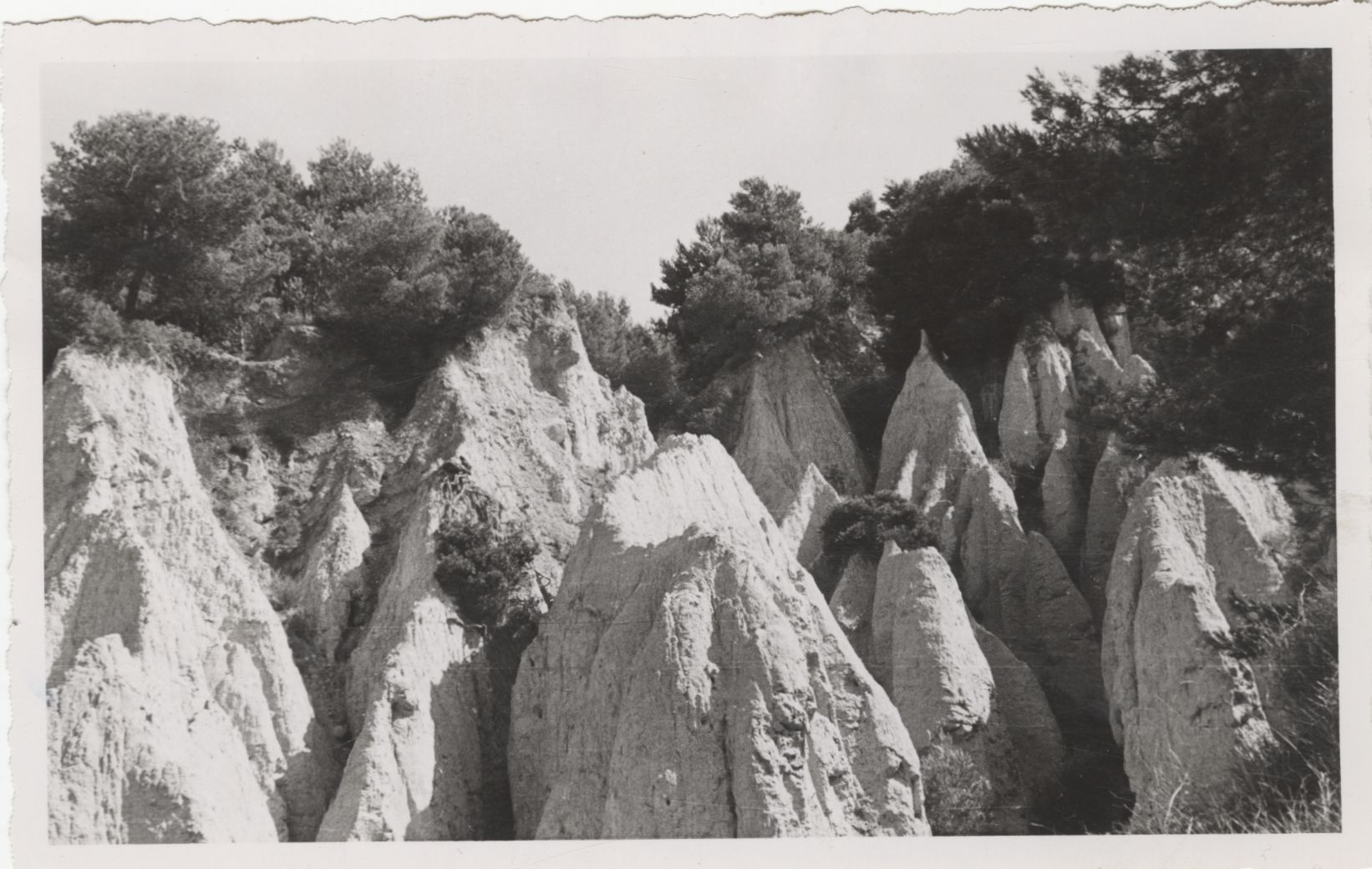
Piramidi di terra in Valle Armea nel 1956

### Strade
Il territorio comunale di Ceriana è attraversato principalmente dalla strada provinciale 55 che permette il collegamento stradale con Bajardo, a nord-ovest, e con Sanremo verso sud. Altre arterie provinciali sono la SP 54 che collega il territorio baiardese attraverso la zona a nord del comune cerianasco, e la SP 56 quale ulteriore collegamento viario per il territorio sanremese, verso la frazione di San Romolo.

## Amministrazione

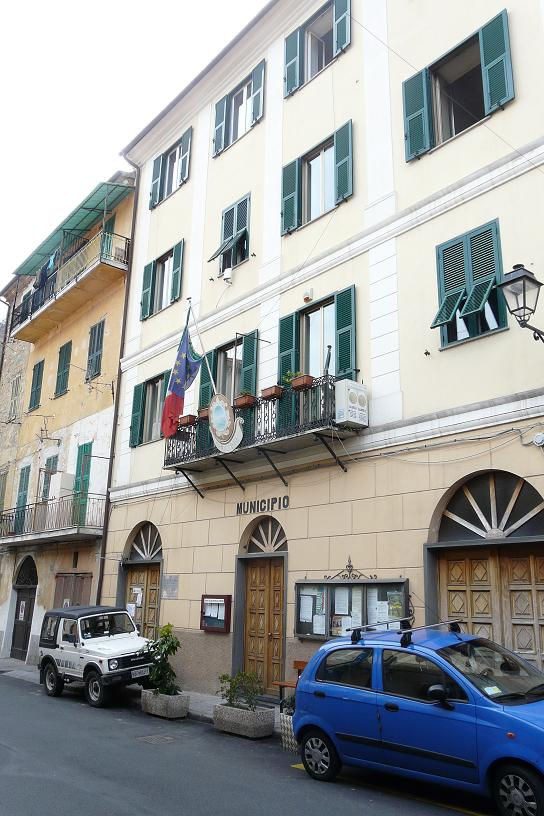
Il municipio

| Periodo        | Periodo        | Primo cittadino            | Partito                             | Carica  | Note   |
| -------------- | -------------- | -------------------------- | ----------------------------------- | ------- | ------ |
| 1960           | 1970           | Pietro Verrando            | Democrazia Cristiana                | Sindaco |        |
| 1970           | 1971           | Enrico Berio               | Democrazia Cristiana                | Sindaco |        |
| 1971           | 1975           | Franco Ferrari             | Democrazia Cristiana                | Sindaco |        |
| 1975           | 1980           | Gio Batta Giuliano Rebaudo | Democrazia Cristiana                | Sindaco |        |
| 1980           | 1981           | Giacomo Crespi             | Democrazia Cristiana                | Sindaco |        |
| 1981           | 1982           | Filippo Brezzo-Maiga       | Democrazia Cristiana                | Sindaco |        |
| 1982           | 1985           | Giacomo Crespi             | Democrazia Cristiana                | Sindaco |        |
| 20 giugno 1985 | 22 maggio 1990 | Stefano Soldano            | Democrazia Cristiana                | Sindaco |        |
| 29 maggio 1990 | 21 maggio 1992 | Pio Augusto Crespi         | Alleanza per Ceriana (lista civica) | Sindaco | [ 19 ] |
| 21 maggio 1992 | 24 aprile 1995 | Angelo Caviglia            | Democrazia Cristiana                | Sindaco |        |
| 24 aprile 1995 | 14 giugno 1999 | Bruna Rebaudo              | Uniti per Ceriana (lista civica)    | Sindaco |        |
| 14 giugno 1999 | 14 giugno 2004 | Bruna Rebaudo              | Uniti per Ceriana (lista civica)    | Sindaco |        |
| 14 giugno 2004 | 8 giugno 2009  | Piero Roverio              | Uniti per Ceriana (lista civica)    | Sindaco |        |
| 8 giugno 2009  | 26 maggio 2014 | Bruna Rebaudo              | Ceriana per tutti (lista civica)    | Sindaco |        |
| 26 maggio 2014 | 26 maggio 2019 | Bruna Rebaudo              | Ceriana per tutti (lista civica)    | Sindaco | [ 20 ] |
| 27 maggio 2019 | 10 giugno 2024 | Maurizio Caviglia          | Ceriana nel cuore (lista civica)    | Sindaco |        |
| 10 giugno 2024 | in carica      | Maurizio Caviglia          | Insieme per Ceriana (lista civica)  | Sindaco |        |

### Gemellaggi
- Guisa, dal 1999[senza fonte]

### Altre informazioni amministrative
Ceriana fa parte dell'Unione dei comuni delle Valli Argentina e Armea.